# Cerkiew św. Antoniego Wielkiego w Kosowie
Cerkiew pod wezwaniem św. Antoniego Wielkiego – prawosławna cerkiew parafialna w Kosowie, w dekanacie iwacewickim eparchii pińskiej i łuninieckiej Egzarchatu Białoruskiego Patriarchatu Moskiewskiego.
Świątynia znajduje się przy ulicy Wiasiołej (Wesołej).
Cerkiew wzniesiono w 1868 r., na miejscu poprzedniej z 1597 r. Jest to budowla murowana, w stylu bizantyjsko-rosyjskim, czterodzielna (przedsionek, łącznik, nawa, prezbiterium). Wejście do świątyni poprzedza baldachim, wsparty na dwóch kolumnach. Nadbudowana nad przedsionkiem dwukondygnacyjna, czworoboczna wieża-dzwonnica jest nakryta sferycznym hełmem z latarnią zwieńczoną kopułką. Część nawową pokrywa dwuspadowy dach (o kalenicy prostopadłej względem kalenic dachów łącznika i prezbiterium), na którym znajduje się ośmioboczny bęben z latarnią zwieńczoną cebulastą kopułą. Prezbiterium ma formę prostokątnie zamkniętej apsydy. Na elewacjach cerkwi występują zdobienia, m.in. fryzy i portale. Wszystkie okna mają kształt półkolisty. Wnętrza pokrywają płaskie stropy belkowe.